# Rokytnice (Kryštofovo Údolí)
Rokytnice (německy Eckersbach) je lokalita a jedna z trojice původních vsí tvořící dnešní obec Kryštofovo Údolí na Liberecku.

## Poloha
Poloha Rokytnice byla na dolním toku říčky Rokytky (Eckersbach), správněji Údolského potoka, na severozápadě Ještědského hřbetu. Severovýchodně nad údolím Lužické Nisy se rozkládá zřícenina hradu Hamrštejn na Zámeckém kopci (375 m), na severu se tyčí vrch Na Spáleném, jižně Spálený vrch (660 m) a na severozápadě Velký Vápenný (790 m) a Dlouhá hora (748 m). Jižně od obce vede železniční trať Liberec - Česká Lípa Kryštofským tunelem a na východ Karlovským tunelem I a II.
Sousedními městy jsou Panenská Hůrka a Andělská Hora na severu, Hamrštejn a Machnín na severovýchodě, Karlov pod Ještědem na východě, Ostašov a Horní Suchá na jihovýchodě, Kryštofovo Údolí na jihu, Zdislava na západě a východní okraj Jítravy na severozápadě.

## Historie
Místo vzniklo u říčky Rokytky na levé straně údolí Nisy. V roce 1518 jsou poprvé zmíněny osady Eckersdorf a Holundergrund podél potoka jako majetek hornolužického fojta Viléma II. z Ilburka a součást panství Lemberk. V té době probíhala v lesích u Rokytky těžba stříbra a olova, která byla před rokem 1750 zastavena. V roce 1528 Vilém z Ilburka udělil oběma osadám horní právo. V roce 1581 koupil lemberské panství Jindřich Berka z Dubé. V Rokytnici byl v té době zmiňován také hamr.
Za Mikuláše II. z Donína byla Rokytnice spolu s Křižany oddělena od Lemberka a připojena k panství Grabštejn. Bezové údolí dostalo jméno Christophsgrund (Kryštofovo údolí) po jeho synovi Kryštofovi z Donína, přičemž až do 20. století se rozlišovalo mezi Rokytnicí (Eckersbach) Bezovým údolím (Holundergrund).
V roce 1826 postavili liberečtí podnikatelé Siegmund a Neuhäuser pod Rokytnicí na Nise u Hamrštejna textilní továrnu. Po zrušení panské soustavy tvořila Rokytnice část města Chrastavy. V letech 1852-1858 byla postavena císařská cesta z Chrastavy do Osečné. V letech 1856-1859 byla postavena železnice z Liberce do Žitavy a poblíž Hamrštejna byl viadukt přes Nisu.
V roce 1900 byl dokončen úsek trati Řetenice–Liberec Severočeské transverzální dráhy, který napojoval Kryštofovo Údolí na železniční síť. V údolí Rokytky bylo vyraženo několik tunelů a vybudovány viadukty.
Po roce 1920 byl název obce změněn na českou Rokytnici a ta byla začleněna do Andělské Hory. V důsledku Mnichovské dohody byla Rokytnice v roce 1938 připojena k Německé říši a až do roku 1945 patřil do říšského okresu Liberec. Po skončení války byli němečtí obyvatelé vyvlastněni a odsunuti. Během této doby ztratila Rokytnice statut obecní části a byla začleněna do Kryštofova Údolí. V letech 1980 až 1990 byla obec začleněna do území Chrastavy, okres Liberec.

## Pamětihodnosti
- Železniční viadukty a tunely postavené v letech 1898–1900
- četné hrázděné a hrázděné domy opláštěné břidlicí